# ضدگلوله (فیلم ۱۹۹۶)
ضدگلوله (به انگلیسی: Bulletproof) فیلمی محصول سال ۱۹۹۶ و به کارگردانی ارنست دیکرسون است. در این فیلم بازیگرانی همچون دیمون وینز، آدام سندلر، جیمز فارنتینو، جیمز کان، کریستین ویلسون، آلن کاورت، بیل نون، مونیکا پاتر و جاناتان لاوران ایفای نقش کرده‌اند.